# Alexander Bruns
Alexander Bruns (* 1966 in Hamburg) ist ein deutscher Jurist und Professor an der Albert-Ludwigs-Universität Freiburg.

## Leben
Bruns studierte ab 1987 Rechtswissenschaften an der Universität Konstanz, wo er im Januar 1992 sein Erstes Staatsexamen absolvierte. 1995 bestand er sein Zweites Staatsexamen im Land Baden-Württemberg. In der Zwischenzeit und auch nach seinem zweiten Examen war er am Institut für Deutsches und Ausländisches Zivilprozessrecht, Abteilung I an der Universität Freiburg unter seinem Direktor Rolf Stürner als wissenschaftlicher Mitarbeiter, später als wissenschaftlicher Assistent, tätig. 1996 promovierte er. Es folgte ein einjähriger Forschungsaufenthalt an der School of Law an der Duke University, wo er im Mai 1998 seinen Master of Laws (LL.M) erwarb. Anschließend kehrte Bruns erneut als wissenschaftlicher Assistent und zwecks Habilitation nach Freiburg zurück, bevor er ab Mai 2001 einen weiteren Forschungsaufenthalt unternahm. Im Rahmen seiner Habilitation forschte er an der Harvard Law School. Im Februar 2002 schloss er seine Habilitation ab und erwarb die venia legendi für die Fächer Bürgerliches Recht, Zivilverfahrensrecht, Handels- und Gesellschaftsrecht und Rechtsvergleichung.
Ab Oktober 2002 war Bruns Professor an der Georg-August-Universität Göttingen auf verschiedenen Lehrstühlen. Rufe an die Emory University und die Justus-Liebig-Universität Gießen lehnte er ab. Von April 2007 bis September 2008 war er Dekan der Juristischen Fakultät der Universität Göttingen. Anschließend wechselte er an die Albert-Ludwigs-Universität Freiburg an das Institut für deutsches und ausländisches Zivilprozessrecht, Abteilung II, wo er bis heute tätig ist. Von Oktober 2012 bis September 2014 war er Dekan der rechtswissenschaftlichen Fakultät der Universität Freiburg. Einer seiner akademischen Schüler ist Stefan Thönissen.
Bruns ist Mitglied der CDU und Vorsitzender der CDU Überlingen. Seit 2019 ist er auch Mitglied der CDU-Fraktion im dortigen Gemeinderat und deren stellvertretender Fraktionssprecher. Zwischenzeitlich war Bruns zudem Kreisschatzmeister der CDU Bodenseekreis.